# Warner Bros. Discovery
Warner Bros Discovery, Inc. američka je Međunarodna korporacija, rođena spajanjem prodružnice WarnerMedia (AT&T) i Discovery, Inc. kompanije.
Ime tvrtke dolazi od kombinacije imena produkcijske kuće Warner Bros i kanala Discovery Channel.

## Povijest
- 17. svibnja 2021., AT&T i Discovery najavili su planove za spajanje s WarnerMedijom.
- 1. lipnja 2021. predstavljeno je ime nove tvrtke Warner Bros Discovery s prototipom logotipa.

- 22. prosinca 2021. Europska komisija odobrila je operaciju.[1]
- 7. veljače 2022. Brazilski protumonopolski regulator Cade odobrio je spajanje,[2] a 9. veljače Ministarstvo pravosuđa SAD-a.[3]
- Početkom ožujka 2022. razni rukovoditelji WarnerMedije najavljuju svoj skori oproštaj od tvrtke, među kojima je i Jason Kilar (bivši izvršni direktor tvrtke).
- 8. travnja objavljen je službeni logotip tvrtke i njezina web stranica, a službeno spajanje je završeno 11. travnja, s početkom trgovanja dionicama na NASDAQ-U.[4]

Novu tvrtku predvodi bivši izvršni direktor Discoveryja David Zaslav, a cilj mu je proširiti svoje streaming usluge, što uključuje spajanje Discovery+ i HBO Maxa.

## Vanjske poveznice
Službena stranica